# ماركوس مايدانا
ماركوس مايدانا (بالإسبانية: Marcos Maydana)‏ (26 يونيو 1995 في الأرجنتين - ) هو لاعب كرة قدم أرجنتيني في مركز الدفاع.

## روابط خارجية
- ماركوس مايدانا على موقع قاعدة بيانات كرة القدم.إي يو (الإنجليزية)
- ماركوس مايدانا على موقع Soccerway.com (الإنجليزية)